# Joshua Milton Blahyi
Joshua Milton Blahyi, född 30 september 1971 och mer känd under sitt nom de guerre General Butt Naked var en tidigare ledare under den liberianske krigsherren Roosevelt Johnson under det första liberianska inbördeskriget. Han blev ökänd för sina brott under kriget, bland annat mot barn och familjer. Ursprungligen var han stampräst, och efter kriget har han konverterat till kristendomen och blivit predikant. Butt Naked lever idag i Ghana för att minska risken att utsättas för hämndaktioner för sitt agerande under kriget.